# Arenc Dibra
Arenc Dibra (sinh 11 tháng 5 năm 1990) là một cầu thủ bóng đá Albania thi đấu cho Besëlidhja Lezhë ở Giải bóng đá hạng nhất quốc gia Albania.